# Inquisitor angustiliratus
Inquisitor angustiliratus is een slakkensoort uit de familie van de Pseudomelatomidae. De wetenschappelijke naam van de soort is voor het eerst geldig gepubliceerd in 1996 door Sysoev.